# Rus Savitar
Rus Savitar este o companie producătoare de mobilă din România.
Înființată în Timișoara în 1994, compania dispune în prezent (mai 2010) de 2 fabrici, dintre care una total automatizată, dotată cu cele mai moderne linii de fabricație din Europa de Sud-Est.
Investiția totală în cele 2 fabrici depășește 15 milioane de euro.
Divizia de retail a companiei operează sub brandul Casa Rusu și numără 9 magazine.
Acționarii companiei sunt soții Dorica și Iordache Rusu (care dețin fiecare 40% din acțiuni) și fiii Cristian și Raimond Rusu (10% din acțiuni fiecare).
În mai 2010, compania avea 360 de angajați, dintre care 140 lucrau în cele două unități de producție.
Cifra de afaceri:
- 2009: 20 milioane euro[1]
- 2008: 19,5 milioane euro[3]